# Нуну Тріштан
Нуну Тріштан (порт. Nuno Tristão) — португальський мореплавець, дослідник і работорговець XV століття, який традиційно вважається першим європейцем, який дістався до регіону Гвінеї (за легендами, аж до Гвінеї-Бісау, але сучасні історики вважають, що він не просунувся за межі річки Гамбія) і був першим європейцем, що захопив і доправив до Європи партію рабів з Африканського континенту, розпочавши, таким чином, сумну історію сучасної європейської работоргівлі темношкірими рабами.

## Перше плавання (1441)
Нуну Тріштан був лицарем з дому португальського принца Дона Енріко Мореплавця. Після п'ятирічної перерви в морських дослідженнях, спричиненої катастрофою при облозі Танжера і першими роками регентства, у 1441 році Тріштан був посланий Енріко досліджувати береги Західної Африки, на одному з перших прототипів нового типу суден — каравели з латинським вітрильним озброєнням. Перед ним стояло завдання просунутись південніше за мису Барбас, найдальшої точки, досягнутої в 1436 році капітаном Енріке Мореплавця Афонсу Гонсалвішем Балдайєю. У районі Ріо-де-Оро Тріштан зустрівся з кораблем Антана Гонсалвіша, якого Енріке того ж року відправив на окрему місію на полювання на тюленів-монахів, які мешкали на узбережжі Ріо-де-Оро. Але Гонсалвіш випадково захопив в полон одинокого молодого погонича верблюдів, першого тубільця, якого португальцям вдалось полонити з часу початку морських експедицій у 1420-х роках. Нуну Тріштан, який мав на борту одного з мавританських слуг Енріко, що виконував функції перекладача, допитував полоненого. Отримана інформація привела Тріштана і Гонсалвіша до невеликого риболовецького селища берберів з племені Санхаджа. Португальці напали на рибалок і захопили близько десяти полонених. Бранці стали першими африканськими рабами, завезеними португальцями до Європи. Антан Гонсалвіш повернувся до Португалії відразу після захоплення рабів, але Нуну Тріштан, перш ніж повернути назад, якийсь час продовжував рух на південь, вперше серед європейців дійшовши аж до Білого мису (Cabo Branco),

## Друге плавання (1443)
У 1443 р. Енріко знову відправив Нуну Тріштана, який в цей раз пройшов за мис Блан і дістався Арґенської затоки. На острові Арґен Трістан знайшов селище берберів племені Санхаджа, першим постійним поселенням, яке побачили капітани Енріко на західноафриканському узбережжі. Тріштан негайно напав на нього, взявши в полон чотирнадцять жителів села і повернувся до Португалії зі своїми полоненими. Звіт Тріштана про наявність місць для легкого і високоприбуткового захоплення рабів у Арґенській затоці спонукав численних португальських купців та шукачів пригод звернутися до Енріке з проханням отримати дозвіл на захоплення і торгівлю рабами. Між 1444 і 1446 рр. кілька десятків португальських кораблів вирушили на полювання за рабами в районі Аргенської затоки.

## Третя подорож (1445)

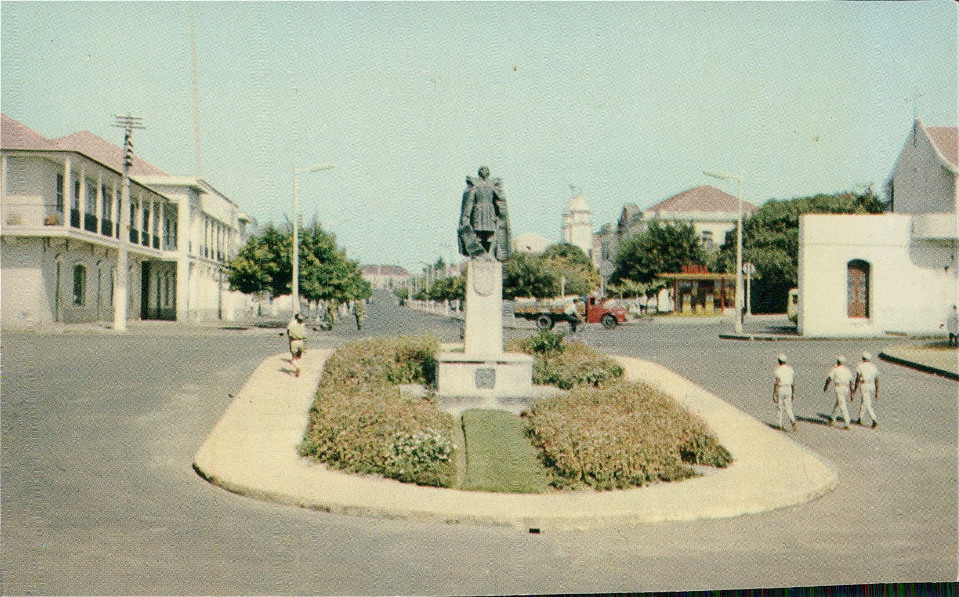
Пам'ятник Нуну Тріштану в Бісау (Гвінея-Бісау)

Оскільки рибальські поселення навколо Арґенської банки були швидко спустошені португальськими мисливцями за рабами, в 1445 Енріко послав Нуну Тріштана далі на південь, щоб знайти нові місця для полювання на рабів. Цього разу Тріштан дійшов на південь аж до річки Сенегал, де пустеля Сахара закінчується і з'являється рослинність, а прибережне населення змінюється зі «смуглявих» берберів Санхаджа на «чорних» представників народності Волоф. Вважається, що Тріштан дійшов аж до Понта-да-Берберія (Langue de Barbarie), трохи далі за гирло річки Сенегал. Погана погода не дозволила йому зайти в річку чи висадитися там, тому він відплив назад. По дорозі додому Трістан зупинився біля Аргенської банки і полонив ще два десятки берберів.
Після повернення до Португалії, Нуну Тріштан оголосив, що нарешті відкрив Субсахарську Африку, або в тогочасних термінах — «Землю Чорних» (Terra dos Guineus, або просто Guineus). Португальські мисливці за рабами негайно перенесли свої рейди на узбережжя Сенегалу, але зіштовхнулись тут з обережними і краще озброєними тубільцями, тож полювання на рабів в цьому регіоні були не настільки легким та вигідними, як в країні берберів.

## Четверте плавання (1446)

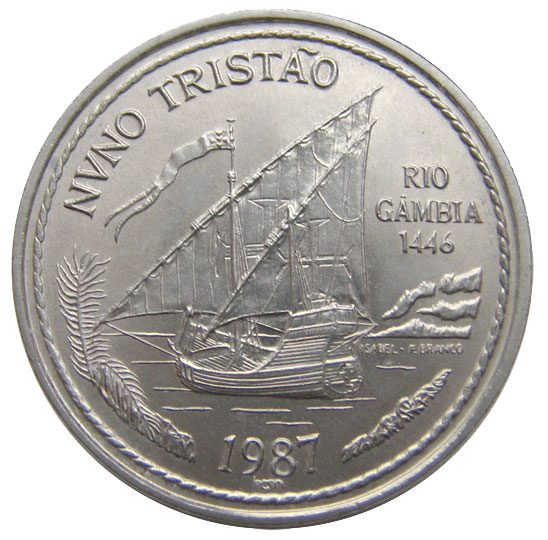
Ювілейна монета в 100 португальських ескудо (1987 року) із зображенням подорожі Нуну Трістана до річки Гамбія (sic) у 1446 році

У 1446 (або, можливо, 1445 або 1447, дата точно не визначена) Нуну Тріштан вирушив у свою четверту (і останню) подорож до узбережжя Західної Африки. Десь південніше Зеленого Мису Тріштан натрапив на гирло великої річки. Нуну взяв з собою загін з 22 моряків і вирушив угору по течії, в пошуках селищ місцевих жителів для влаштування облави. Але під час рейду загін португальців був атакований 80-ма озброєними тубільцями, які на 13 каное швидко оточили Тріштана та його людей. Нуну Тріштан разом із більшістю людей свого загону загинули на місці внаслідок поранень отруєними стрілами (лише двоє з загону змогли врятуватися). Каравела Тріштана, на якій залишилось лише п'ять членів екіпажу (з них 4 недосвідчених юнаків), негайно вирушила назад до Португалії (однак звіт Іанеша де Зурари в цій частині різниться з даними від Діогу Гоміша. Останній стверджує, що каравела Тріштана ніколи не повернулася назад, що місцеві каное оточили і захопили її, а потім утягнули каравелу вверх по річці в глибину країни).
Невідомо, як далеко Нуну Тріштан насправді проплив і де саме він загинув. До 1940-х років в Португалії традиційно вважалось, що Тріштан загинув у Ріо-ду-Нуну (річка Нуньєс, сучасна Гвінея), або неподалік у Ріо-Гранде (річка Геба, Гвінея-Бісау). В результаті Нуну Тріштана традиційно зараховували до «першовідкривачів Португальської Гвінеї» (сучасна Гвінея-Бісау) і його навіть вважали першим європейцем, що ступив на місце сучасного міста Бісау. Якщо це дійсно так, то остання подорож Нуну Тріштана була значним стрибком порівняно з попереднім португальським досягненням (Мис Щогл/Cape Naze, Сенегал).
Однак сучасні історики, спираючись на інші докази (включаючи розповіді Діого Гоміша та Альвізе Кадамосто), переважно заперечують це твердження і зараз загалом сходяться на думці, що Нуну Тріштан дійшов лише до дельти Сине-Салоуму, що знаходиться ще в Сенегалі і лише в декількох милях на південь від Мису Щогл (Cape Naze) або, в кращому випадку — у річці Гамбія. У його ретельному дослідженні, історик Тейшейра да Мота прийшов до висновку, що Нуну Тріштан спочатку піднявся вгору по річці Салум (Rio de Barbacins, 13°57′47″ пн. ш. 16°45′10″ зх. д. / 13.96306° пн. ш. 16.75278° зх. д.), а потім відправив свій загін вгору по річці Diombos (Rio de Lago, 13°47′57″ пн. ш. 16°36′19″ зх. д. / 13.79917° пн. ш. 16.60528° зх. д.), південний берег якої знаходився під контролем короля племені Мандінка, відомого як Ньюміманса або Ньюмі Бато. Саме воїни з племені Мандінка напали на Нуну Тріштана і вбили його. Інші вчені приписують знищення португальського мисливця на рабів та його загону народу Серер в Сенегамбії. Станом на сьогодні це загальний консенсус.
Смерть Нуну Тріштана, улюбленого капітана принца Енріке, стала початком кінця цієї хвилі експедицій. Новий загін кораблів все одно вийде наступного року, але також зазнає значних людських втрат, тож в підсумку просування вперед португальських морських експедицій тимчасово призупинилось. Енріке Мореплавець знову відправив чергову експедицію на західноафриканське узбережжя лише через десять років (плавання Альвізе Кадамосто в 1455 р.).